# 独立市
独立市（どくりつし）とは、通常の市が属し一定の監督を受ける上級自治体から独立し、その上級自治体と同一の行政権限を与えられた市を指す。独立市は上級自治体の監督下から離れて市の業務を行い、かつ、上級自治体の役割とされている業務を自ら行う権限と責任を与えられる。

## アメリカ合衆国
アメリカ合衆国において、独立市 (independent city) とは、いかなる郡 (county) および郡相当の地域にも属さず、州の下位行政区分として郡と同等に扱われる市である。
本来の意味合い及び法律上の地位など別として日本語的に理解しやすく言えば、「独立市≒市」と考えると理解しやすい。
アメリカ合衆国の郡は、歴史的に地方自治における強い権限を持った機関であるため、独立市に対しても郡と同等の特別な権限が付与されている。独立市はアメリカ合衆国において例外的な存在であるため、各州の憲法においても特例として扱われている（バージニア州を除く）。アメリカ合衆国統計局では統計情報の基本単位に郡を使用しているため、独立市を郡と同等の地方行政区画として扱っている。
ニューイングランド地方の市と町には伝統的に強い権限を持った行政機関が存在しており、郡の権限は比較的弱い。今日のニューイングランド地方の大部分の郡は行政機関ないし行政機能を有しておらず、市や町は州政府の直下の行政区分として直接的な関係を持っている（司法機関も同様である）。しかしながらニューイングランド地方の郡はイングランドの州と同様に、概念として存在している。そしてニューイングランド地方の市や町は歴史的存在としての郡から完全に分離しているわけではない。事実、アメリカ合衆国統計局ではニューイングランド地方の国勢調査を行う際に、郡を統計情報の基本単位として使用している。
独立市は、アメリカ合衆国における一般的な市と郡の関係を持たない。独立市の行政機関は各州の法律により、市の行政機関と郡の行政機関を合わせた機関として規定されている（一方がもう一方の行政機関を包含した機関として規定されている場合もある）。ニューヨーク市は独立市ではなく、特別な管轄区域として扱われている。ニューヨーク市には5つの行政区があり、各行政区が郡と同等の権限を有している。
バージニア州ではすべての市が独立市であり、アメリカ合衆国の独立市の9割以上がバージニア州に存在している。

### バージニア州以外の独立市
アメリカ合衆国において、バージニア州外に存在する独立市は、以下の通りである。
- ボルチモア（メリーランド州） - ボルチモア郡とは別の行政区分である。
- カーソンシティ（ネバダ州） - 1969年にオームズビー郡全域が独立市として置換された。
- セントルイス（ミズーリ州） - セントルイス郡とは別の行政区分である。

### バージニア州の独立市
バージニア州では、市に指定されている自治体はすべて独立市とする法律が1871年に定められた。町や村は郡の所属となる。米国内に存在する41独立市のうち、38独立市がバージニア州内に存在している。定義上は独立市は郡に含まれないが、バージニア州の独立市は隣接する郡の郡庁所在地となる場合もある。38の独立市は以下の通り。
- アレクサンドリア
- ブリストル
- ブエナビスタ
- シャーロッツビル - アルベマール郡の郡庁所在地
- チェサピーク
- コロニアルハイツ
- コビントン - アリゲイニー郡の郡庁所在地
- ダンビル
- エンポリア - グリーンズビル郡の郡庁所在地
- フェアファックス - フェアファックス郡の郡庁所在地
- フォールズチャーチ
- フランクリン
- フレデリックスバーグ
- ゲイラクス
- ハンプトン
- ハリソンバーグ - ロッキンガム郡の郡庁所在地
- ホープウェル
- レキシントン - ロックブリッジ郡の郡庁所在地
- リンチバーグ
- マナサス
- マナサスパーク
- マーティンズビル
- ニューポートニューズ
- ノーフォーク
- ノートン
- ピーターズバーグ
- ポコソン
- ポーツマス
- ラドフォード
- リッチモンド - ヘンライコ郡の郡庁所在地
- ロアノーク
- セイラム - ロアノーク郡の郡庁所在地
- スタントン - オーガスタ郡の郡庁所在地
- サフォーク
- バージニアビーチ
- ウェインズボロ
- ウィリアムズバーグ - ジェームズシティ郡の郡庁所在地
- ウィンチェスター - フレデリック郡の郡庁所在地

### 類似の制度

#### 市郡
さまざまな経緯で、郡と市が統合された自治体である市郡がいくらかある。それらは、郡であると同時に市であり、郡から独立した市の独立市とは異なる（アラスカ州のジュノー〔州都〕、アンカレッジ、カリフォルニア州のサンフランシスコ等）。

#### コロンビア特別区
ワシントンD.C.（コロンビア特別区）は、連邦政府の直轄であり、同時に郡相当の区域でもあり、市（ワシントン市）でもある。しかし通常は独立市とも市郡ともみなされない。
歴史的には、コロンビア特別区は1～2の郡と2つの独立市からなっていた。しかし1871年のコロンビア特別区基本法で、それらは全て統合された。

## 日本の相当する制度
日本の市は全て、郡から独立しており、アメリカ的な意味では独立市である。
市が都道府県から独立する制度として、かつて（地方自治法施行直後）特別市があったが、都道府県の強い反対に合い、一件も適用されないまま廃止された。代わりに導入された政令指定都市では、市は都道府県から独立することはない。政令指定都市に準じ都市の規模に応じて、市に都道府県の事務権限の一部を移譲する制度として中核市がある。

## ドイツにおける独立市
ドイツにおいて郡に属さない独立市は以下の通りである。一般的に人口の多い都市が多い。なお、ザールラント州には特別市が無く、ブレーメン州は州政府直轄のブレーメンと独立市であるブレーマーハーフェンの2つの都市で構成される。
また、ベルリンとハンブルクは州と同格の独立市（独立州）である。

### シュレスヴィヒ＝ホルシュタイン州
フレンスブルク、キール、リューベック、ノイミュンスター

### ニーダーザクセン州
ブラウンシュヴァイク、デルメンホルスト、エムデン、ゲッティンゲン、ハノーファー、オルデンブルク、オスナブリュック、ザルツギッター、ヴィルヘルムスハーフェン、ヴォルフスブルク

### ブレーメン州
ブレーマーハーフェン

### ノルトライン＝ヴェストファーレン州
アーヘン、ビーレフェルト、ボーフム、ボン、ボトロップ、ドルトムント、デュースブルク、デュッセルドルフ、エッセン、ゲルゼンキルヒェン、ハーゲン、ハム、ヘルネ、ケルン、クレーフェルト、レーヴァークーゼン、メンヒェングラートバッハ、ミュールハイム・アン・デア・ルール、ミュンスター、オーバーハウゼン、レムシャイト、ゾーリンゲン、ヴッパータール

### ラインラント＝プファルツ州
フランケンタール (プファルツ)、カイザースラウテルン、コブレンツ、ランダウ・イン・デア・プファルツ、ルートヴィヒスハーフェン・アム・ライン、マインツ、ノイシュタット・アン・デア・ヴァインシュトラーセ、ピルマゼンス、シュパイアー、トリアー、ヴォルムス、ツヴァイブリュッケン

### ヘッセン州
ダルムシュタット、フランクフルト・アム・マイン、カッセル、オッフェンバッハ・アム・マイン、ヴィースバーデン

### バーデン＝ヴュルテンベルク州
バーデン＝バーデン、フライブルク・イム・ブライスガウ、ハイデルベルク、ハイルブロン、カールスルーエ、マンハイム、プフォルツハイム、シュトゥットガルト、ウルム

### バイエルン州
アンベルク、アンスバッハ、アシャッフェンブルク、アウクスブルク、バンベルク、バイロイト、コーブルク、エアランゲン、フュルト、ホーフ、インゴルシュタット、カウフボイレン、ケンプテン、ランツフート、メミンゲン、ミュンヘン、ニュルンベルク、パッサウ、レーゲンスブルク、ローゼンハイム、シュヴァーバッハ、シュヴァインフルト、シュトラウビング、ヴァイデン・イン・デア・オーバープファルツ、ヴュルツブルク

### メクレンブルク＝フォアポンメルン州
ロストック、シュヴェリーン

### ブランデンブルク州
ブランデンブルク・アン・デア・ハーフェル、コトブス、フランクフルト (オーダー)、ポツダム

### ザクセン＝アンハルト州
デッサウ＝ロスラウ、ハレ (ザーレ)、マクデブルク

### ザクセン州
ケムニッツ、ドレスデン、ライプツィヒ

### テューリンゲン州
アイゼナハ、エアフルト、ゲーラ、イェーナ、ズール、ヴァイマル